# Carlos Rotondi
Carlos Rodolfo Rotondi (Río Cuarto, 2 de marzo de 1997) es un futbolista argentino. Juega como delantero y su equipo es el Club de Fútbol Cruz Azul, de la Primera División de México.

## Trayectoria
Rotondi comenzó su carrera el año 2015 en Newell's Old Boys. El debutó con el equipo rosarino, el 11 de junio de 2017 en la Copa Argentina de ese año, jugando apenas 25 minutos en la victoria de su equipo, por 4-1 sobre Central Norte. Un año después, Rotondi hizo su primera aparición en el fútbol profesional de la liga, el 27 de agosto de 2018, en el partido como visitante ante Godoy Cruz de Mendoza. 
En febrero de 2019, Rotondi fue cedido a préstamo a San Luis de Quillota de la Primera B de Chile, siendo el equipo chileno, su primer club en el extranjero.
En enero de 2020 se transforma en jugador de Santiago Wanderers, tras llegar como refuerzo desde el mismo San Luis de Quillota, llegando a la Primera División de Chile.
Tras su buena campaña en Santiago Wanderers, en marzo de 2021 es anunciado como nuevo jugador de Defensa y Justicia de Argentina, que compró el 50% de sus derechos económicos. El 14 de junio hizo su primer gol, de caño, contra Huracán. El resultado final del encuentro fue 1 a 1.
En junio de 2022 se transforma en jugador del Cruz Azul mexicano, convirtiéndose en el primer refuerzo rumbo al Torneo Apertura 2022.

## Estadísticas

### Clubes
Actualizado hasta su último partido disputado el 16 de agosto de 2025.
| Club                         | Div.          | Temporada     | Liga  | Liga  | Liga   | Copas nacionales | Copas nacionales | Copas nacionales | Torneos internacionales | Torneos internacionales | Torneos internacionales | Total | Total | Total  |
| Club                         | Div.          | Temporada     | Part. | Goles | Asist. | Part.            | Goles            | Asist.           | Part.                   | Goles                   | Asist.                  | Part. | Goles | Asist. |
| ---------------------------- | ------------- | ------------- | ----- | ----- | ------ | ---------------- | ---------------- | ---------------- | ----------------------- | ----------------------- | ----------------------- | ----- | ----- | ------ |
| Newell's Old Boys Argentina  | 1.ª           | 2017-18       | —     | —     | —      | 1                | 0                | 0                | —                       | —                       | —                       | 1     | 0     | 0      |
| Newell's Old Boys Argentina  | 1.ª           | 2018-19       | 2     | 0     | 0      | —                | —                | —                | —                       | —                       | —                       | 2     | 0     | 0      |
| Newell's Old Boys Argentina  | Total club    | Total club    | 2     | 0     | 0      | 1                | 0                | 0                | 0                       | 0                       | 0                       | 3     | 0     | 0      |
| San Luis de Quillota · Chile | 2.ª           | 2019          | 17    | 4     | 0      | 1                | 0                | 0                | —                       | —                       | —                       | 18    | 4     | 0      |
| San Luis de Quillota · Chile | Total club    | Total club    | 17    | 4     | 0      | 1                | 0                | 0                | 0                       | 0                       | 0                       | 18    | 4     | 0      |
| Santiago Wanderers · Chile   | 1.ª           | 2020          | 28    | 7     | 6      | —                | —                | —                | —                       | —                       | —                       | 28    | 7     | 6      |
| Santiago Wanderers · Chile   | Total club    | Total club    | 28    | 7     | 6      | 0                | 0                | 0                | 0                       | 0                       | 0                       | 28    | 7     | 6      |
| Defensa y Justicia Argentina | 1.ª           | 2021          | 24    | 3     | 8      | 8                | 0                | 1                | 8                       | 1                       | 2                       | 40    | 4     | 11     |
| Defensa y Justicia Argentina | 1.ª           | 2022          | 4     | 1     | 0      | 16               | 5                | 6                | 3                       | 0                       | 2                       | 23    | 6     | 8      |
| Defensa y Justicia Argentina | Total club    | Total club    | 28    | 4     | 8      | 24               | 5                | 7                | 11                      | 1                       | 4                       | 63    | 10    | 19     |
| Cruz Azul · México           | 1.ª           | 2022-23       | 32    | 4     | 2      | —                | —                | —                | —                       | —                       | —                       | 32    | 4     | 2      |
| Cruz Azul · México           | 1.ª           | 2023-24       | 38    | 6     | 3      | —                | —                | —                | 3                       | 0                       | 1                       | 41    | 6     | 4      |
| Cruz Azul · México           | 1.ª           | 2024-25       | 38    | 11    | 9      | —                | —                | —                | 10                      | 2                       | 3                       | 48    | 13    | 12     |
| Cruz Azul · México           | 1.ª           | 2025-26       | 5     | 1     | 0      | —                | —                | —                | 3                       | 0                       | 1                       | 8     | 1     | 1      |
| Cruz Azul · México           | Total club    | Total club    | 113   | 22    | 14     | 0                | 0                | 0                | 16                      | 2                       | 5                       | 129   | 24    | 19     |
| Total carrera                | Total carrera | Total carrera | 188   | 37    | 28     | 26               | 5                | 7                | 27                      | 3                       | 9                       | 241   | 45    | 44     |
| 1. 2. 3.                     |               |               |       |       |        |                  |                  |                  |                         |                         |                         |       |       |        |

## Palmarés

### Campeonatos internacionales
| Título              | Club               | Sede             | Año  |
| ------------------- | ------------------ | ---------------- | ---- |
| Recopa Sudamericana | Defensa y Justicia | Brasilia         | 2021 |
| Liga de Campeones   | Cruz Azul          | Ciudad de México | 2025 |